# Zetmeel

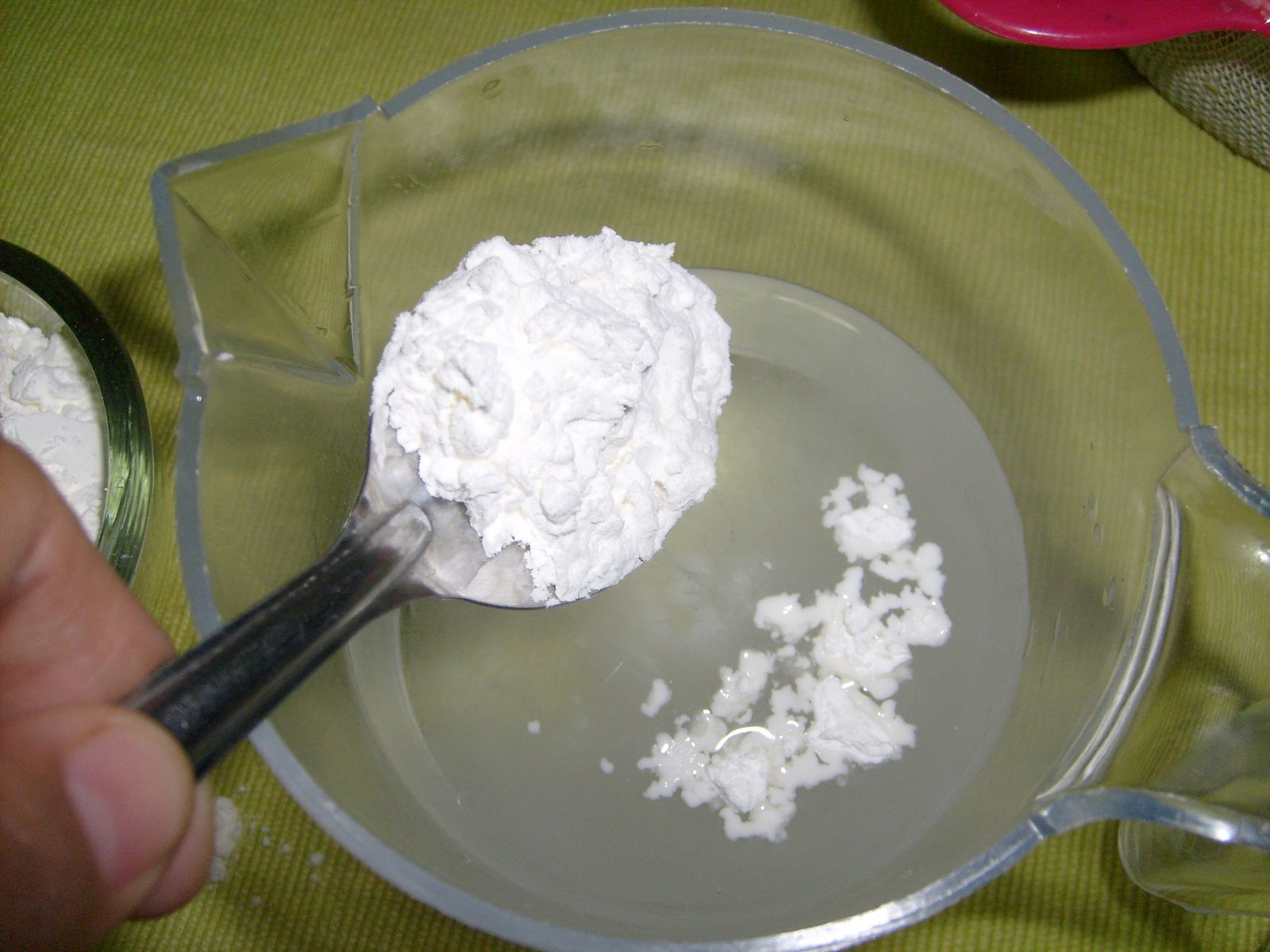
Maiszetmeel wordt gemengd met water voor gebruik als bindmiddel (maizenapapje)

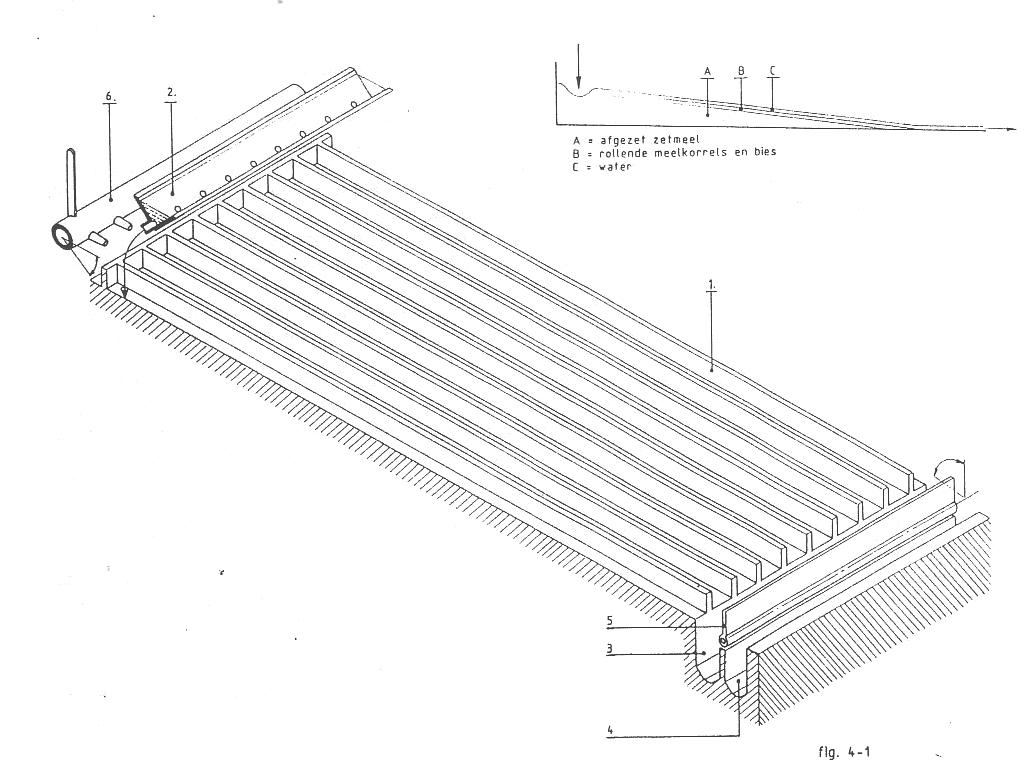
Slemptafel

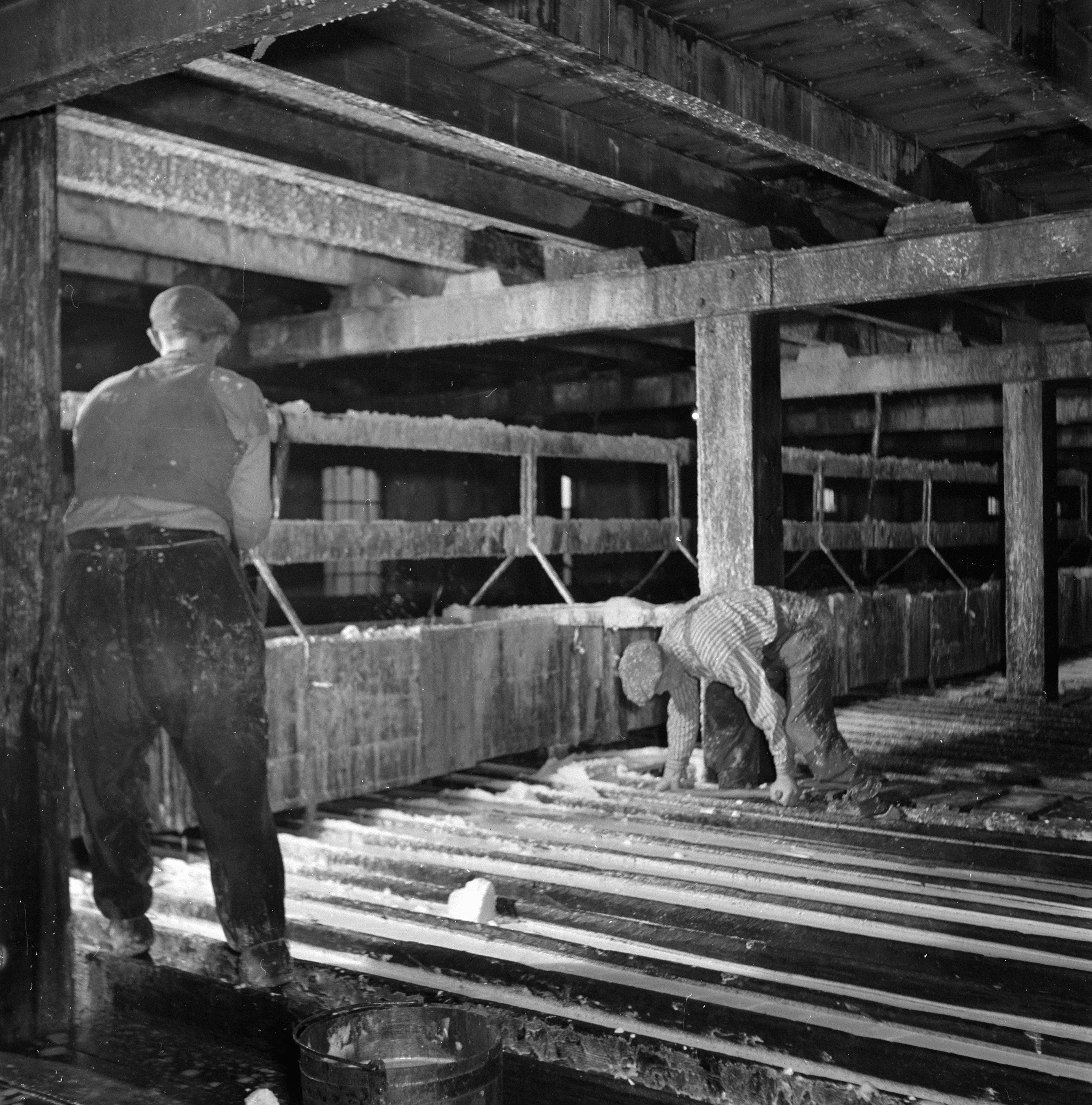
Slempgoten van een aardappelmeelfabriek

Zetmeel (molecuulformule: (C6H10O5)n) is een complex koolhydraat (sacharide): een polymeer (polysacharide) van glucose dat in de natuur dient als voedselreserve voor planten. Het dierlijke equivalent (dierlijk zetmeel) is glycogeen. Zetmeel wordt door planten uit glucose gepolymeriseerd en kan weer terug worden gehydrolyseerd tot glucose, om gebruikt te worden in de cellen als energiebron voor de celademhaling of als bouwsteen voor het bouwen van cellulose. Voor industriële toepassingen wordt zetmeel doorgaans bewerkt tot gemodificeerd zetmeel. 

## Etymologie
De naam zetmeel vindt zijn oorsprong in het proces waarin ongeraffineerde zetmeelmelk op slemptafels werd uitgewassen en ontwaterd. Het ontwaterde meel bleef als zetmeel in de slempgoten achter en werd vervolgens handmatig uitgestoken. In het Duits heet zetmeel Stärke. Deze naam slaat op een van de oudste toepassingen van het zetmeel: het stijven van textiel en het sterken van garen.

## Structuur

Structuur van de amylose molecule

Structuur van de amylopectine molecule

De zetmeelkorrel is een mengsel van twee polysachariden: amylose en amylopectine. Beide zijn polymeren, opgebouwd uit glucose-moleculen (monomeren) die op een kenmerkende wijze zijn gekoppeld; enkele honderden tot duizenden in een regelmatige, onvertakte keten bij amylose, enkele duizenden tot een miljoen in een onregelmatig vertakkende boomvorm bij amylo-pectine.
Hoewel in absolute massa maar ongeveer een kwart van het zetmeel bestaat uit amylose, is het aantal moleculen amylose wel zo'n 150 keer zo groot als het aantal moleculen amylopectine. Amylose is namelijk een veel kleinere molecule dan amylopectine. Heel wat eigenschappen van zetmeel worden dan ook bepaald door amylose.
Zetmeel bevindt zich voornamelijk in de plantencellen van stengelknollen, in het endosperm van zaden, in wortels en wortelstokken als semi-kristallijne korrels om te worden afgebroken tijdens kieming van de nakomelingen.
Afhankelijk van de plant kunnen de zetmeelkorrels nogal in grootte verschillen. Rijstzetmeel heeft een relatief kleine granule (ongeveer 2 micrometer), aardappelzetmeel heeft grotere granules (tot 100 micrometer).
Een typische eigenschap van zetmeel is dat het pas wateroplosbaar wordt bij verwarming. De granules zwellen en barsten en de semi-kristallijne structuur gaat verloren. Een deel van de kleinere amylosemoleculen loogt uit. Dit proces wordt verstijfseling genoemd. Tijdens het verstijfselen wordt het zetmeel een pap en krijgt het viscositeit. Heel wat van de bindende eigenschappen van zetmeel zijn hierdoor te verklaren.
Bij afkoeling of lange bewaring wordt de semi-kristallijne structuur gedeeltelijk weer aangenomen. Het zetmeel, voornamelijk de amylose, retrogradeert en de zetmeeloplossing dikt op en de viscositeit stijgt. Dit proces is ook verantwoordelijk voor het hard worden van oud brood en het laagje water boven op een gel (synerese).
Al langere tijd zijn er planten bekend met zuiver amylopectine-zetmeel, zonder amylose, afkomstig van waxy maïs. Recent is deze variant, amylopectine-aardappelzetmeel ook bij aardappelen ontwikkeld. Waxy zetmeel heeft minder last van retrogradatie of opdikking tijdens bewaren.

## Verteerbaarheid
Verteringsenzymen hebben problemen bij het verteren van kristallijne structuren. Om zetmeel verteerbaar te maken, wordt zetmeel gekookt (verstijfseld). Na afkoelen en afhankelijk van de tijd, wordt het geretrogradeerde semi-kristallijne zetmeel slechter verteerbaar en levert minder calorieën op voor het lichaam. Warme rijst levert dus meer energie op dan koude. Het roosteren van oud brood is bijvoorbeeld een manier om een deel van de semi-kristallijne verouderde structuur van het zetmeel in brood ongedaan te maken, het zetmeel breekt verder af en het brood wordt beter verteerbaar.

## Hydrolyse
Zetmeel kan gehydrolyseerd worden door amylase, een enzym dat onder andere in speeksel zit. Bij de hydrolyse wordt de zetmeelketen verknipt door het inbouwen van een watermolecuul. Bèta-amylase bijvoorbeeld, verknipt zetmeel in maltose-eenheden. Dit proces vindt plaats bij de spijsvertering van zetmeel, maar ook bijvoorbeeld bij het brouwen van bier, waar amylase uit de zaadhuid van de granen verantwoordelijk is voor het omzetten van het zetmeel naar maltose. Zetmeel is een reservesuiker en moet daarom snel gemetaboliseerd kunnen worden tijdens het kiemen van de plant. Dit is mogelijk omdat de glucosemoleculen in zetmeel gebonden zijn door de makkelijk hydrolyseerbare alfa-bindingen. Dezelfde bindingen zijn ook aanwezig in het dierlijke reservepolysacharide glycogeen.
Veel structurele polysachariden zoals chitine, peptidoglycaan en cellulose zijn gebonden door bèta-bindingen, die veel beter bestand zijn tegen hydrolyse.

## Natief zetmeel en gemodificeerd zetmeel
Zetmeel is de voornaamste bron voor koolhydraten in de voeding, aanwezig in vele groentes en fruit, in pasta, brood, tortilla's en bonen. De zetmeelindustrie raffineert natief (onbehandeld) zetmeel uit voornamelijk zaden van maïs en tarwe en wortelen van tapioca en knollen van aardappelen. 
Natief zetmeel wordt vervolgens meestal bewerkt tot gemodificeerd zetmeel, afhankelijk van de toepassing. Enkele typische bewerkingen van zetmeel zijn bijvoorbeeld koudwater-oplosbaar maken (extruderen, walsdrogen), kationiseren, oxideren, zuur afbreken, verknopen, acetyleren, hydroxypropyleren, carboxymethyleren, dextrineren, maltodextrineren. Veruit de meest toegepaste bewerking/modificatie is zetmeel afbreken tot glucosestropen. Gemodificeerd zetmeel is in voedingsmiddelen herkenbaar aan de E-nummers 1404 tot en met 1452.

## Zetmeelsuikers
Zetmeel is een glucosepolymeer. Door de activiteit van hydrolytische enzymen (zoals alfa- en beta- en iso-amylase, pullulanase) kunnen uit zetmeel diverse zetmeelsuikers gewonnen worden. 
- Glucosestropen, korte polymeren van glucoseketens.
- Glucose, volledig afgebroken zetmeel, volledig omgezet naar het monomeer glucose, wordt ook wel aangeduid als dextrose.
- Fructose, is glucose enzymatisch omgezet, smaakt ongeveer dubbel zo zoet als glucose. Voor deze omzetting wordt het enzym glucose-isomerase gebruikt.
- Invertsuiker, een mengsel van ongeveer gelijke verhouding glucose en fructose, wordt of isoglucose genoemd. Invert suiker is 15% zoeter (per mol-equivalent) dan het fructose-glucose-dimeer sacharose of beter bekend als suiker gewonnen uit suikerbieten of suikerriet.

Glucose wordt ook gebruikt als grondstof voor productie van polyolen zoals sorbitol en als grondstof voor bio-ethanol, polymelkzuur, citroenzuur, ascorbinezuur.

## Toepassingen

### Voedingsmiddelenindustrie
In voedingsmiddelenindustrie wordt zetmeel onder andere gebruikt als bindmiddel. Voorbeelden hiervan zijn: soepen, sauzen, pudding, vla, noedels, borrelnootjes, winegums en drop. Als zoetstof wordt het derivaat glucosestroop in limonades, snoep, ijs, gebak en jam toegepast en als substituut voor gerst in biergisting.
Gemodificeerd zetmeel wordt gebruikt om een voedingsmiddel dikker te maken (als verdikkingsmiddel), langer mals te houden, het mengsel van ingrediënten stabiel te houden (als stabisator) en/of de houdbaarheid ervan te verlengen. Belangrijke toepassingen zijn: binding van vloeistof, meer volume geven aan een product, een beter mondgevoel te creëren, het product meer elasticiteit te geven en te zorgen voor een goede water en vetbinding. Het geeft eten een romige structuur zonder het vetter te maken en maakt stoffen mengbaar die anders van elkaar scheiden.
De voedingsmiddelenindustrie gebruikt het om veel extra water toe te kunnen voegen zonder dat het product te vloeibaar wordt. Zo wordt de consistentie veranderd, waardoor het zwaarder wordt en meer volume krijgt. "Zit ergens gemodificeerd zetmeel in, dan weet je dat de waterkraan heeft opengestaan." Zo kun je bijvoorbeeld een soep maken die niet vol tomaten zit, maar vol water dat als het ware is gelijmd met gemodificeerd zetmeel. Je krijgt met weinig tomaten toch een "extra gevulde" soep. Het kan ook mayonaise met minder vet toch lekker romig maken.

### Overige toepassingen
Technische toepassingen zijn onder meer lijmen (behanglijm, het verlijmen van golfkarton), stijfsel voor tafellinnen en wasgoed en bindmiddel voor de cellulosevezel-suspensie in de papierbereiding. Zetmeel wordt ook gebruikt als papierhulpstof voor oppervlaktebehandelingen (sizing/sterken en coaten) van papier. In de textielindustrie wordt het gebruikt voor het (ver)sterken van garens voor het weven en als drukverdikker bij sommige type kleurstoffen in het zeefdrukproces. Daarnaast zijn er een veelvoud van andere toepassingen, zoals dierenvoedsel, als boorvloeistof bij olieboringen, als desintegratiemiddel in farmaceutische pillen, en vele andere.
Bij jodometrie, een titratie-techniek, wordt het gebruikt als indicator voor di-jood, waarmee het een diepblauw complex vormt. De titratie wordt altijd uitgevoerd op een zodanige wijze dat voor het equivalentiepunt een blauwe kleur (jood met zetmeel) aanwezig is, na het equivalentiepunt is de oplossing kleurloos. Het verdwijnen van de laatste sporen van het blauw gekleurde complex geven het eindpunt van de titratie aan.
Daarnaast is het mogelijk om bioplastic te maken uit zetmeel, met behulp van bijvoorbeeld glycerol, zetmeel wordt meestal als component toegevoegd aan kunststof om zo de afbreekbaarheid te verbeteren en het aandeel hernieuwbare grondstoffen te vergroten in het producten zoals plastic tassen, wegwerpbestek en -borden.

## Statistieken
In het jaar 2000 werd wereldwijd 48,5 miljoen ton zetmeel geproduceerd, waarvan iets minder dan de helft werd omgezet in zoetstoffen, 30% was natief zetmeel en de rest was gemodificeerd zetmeel. Naast de voedselindustrie is de papierindustrie een grote afnemer van zetmeel. De belangrijkste grondstof was mais, met een aandeel van 80%, gevolgd door tarwe (10%), aardappelen (5%) en de rest kwam van andere producten waaronder tapioca. De Verenigde Staten was toen de grootste producent, hier werd iets meer dan de helft van het wereldwijde zetmeel geproduceerd en dit vrijwel uitsluitend met mais als grondstof. Een deel van de Amerikaanse zetmeel wordt ingezet voor de productie van ethanol, als alternatieve brandstof. Europa produceerde 8,4  miljoen ton, waarvan de helft uit mais, een derde uit tarwe en de rest uit aardappelen. De Europese productie van zetmeel was in 1990 nog 5,4 miljoen ton. Binnen Europa zijn Duitsland, Nederland en Frankrijk de grootste zetmeelproducenten. 
In Europa zijn er zo'n 30 leden aangesloten bij de belangenorganisatie Starch Europe, waaronder Avebe in Nederland en Tereos in België. Deze 30 leden hadden 71 fabrieken actief met 16.000 medewerkers en behaalden een omzet van 8 miljard euro. De leden verwerken 25 miljoen ton aan grondstoffen, tarwe wordt het meest gebruikt, gevolgd door mais en dan aardappelen al zijn de volumeverschillen niet heel groot. De leden zijn gespecialiseerd, ze verwerken of mais/tarwe of aardappelen, slechts drie leden verwerken graan en aardappelen. De productie aan zetmeel was bijna 11 miljoen ton, waarvan 45% afkomstig uit mais, 40% uit tarwe en 15% uit aardappelen. De aardappelen bevatten veel water waardoor ze relatief minder zetmeel bevatten. Ruim de helft van de zetmeel gaat naar de voedselindustrie en de rest naar de industrie waarbij vooral de papierindustrie een bijzonder groot aandeel heeft. In 2021 werd 49% van de zetmeel omgezet in zoetstoffen, 32% was natief zetmeel en 19% gemodificeerd zetmeel.